# Sericoides sulcatopunctata
Sericoides sulcatopunctata är en skalbaggsart som beskrevs av Germain 1863. Sericoides sulcatopunctata ingår i släktet Sericoides och familjen Melolonthidae. Inga underarter finns listade i Catalogue of Life.